# Hermann Conring (Universalgelehrter)

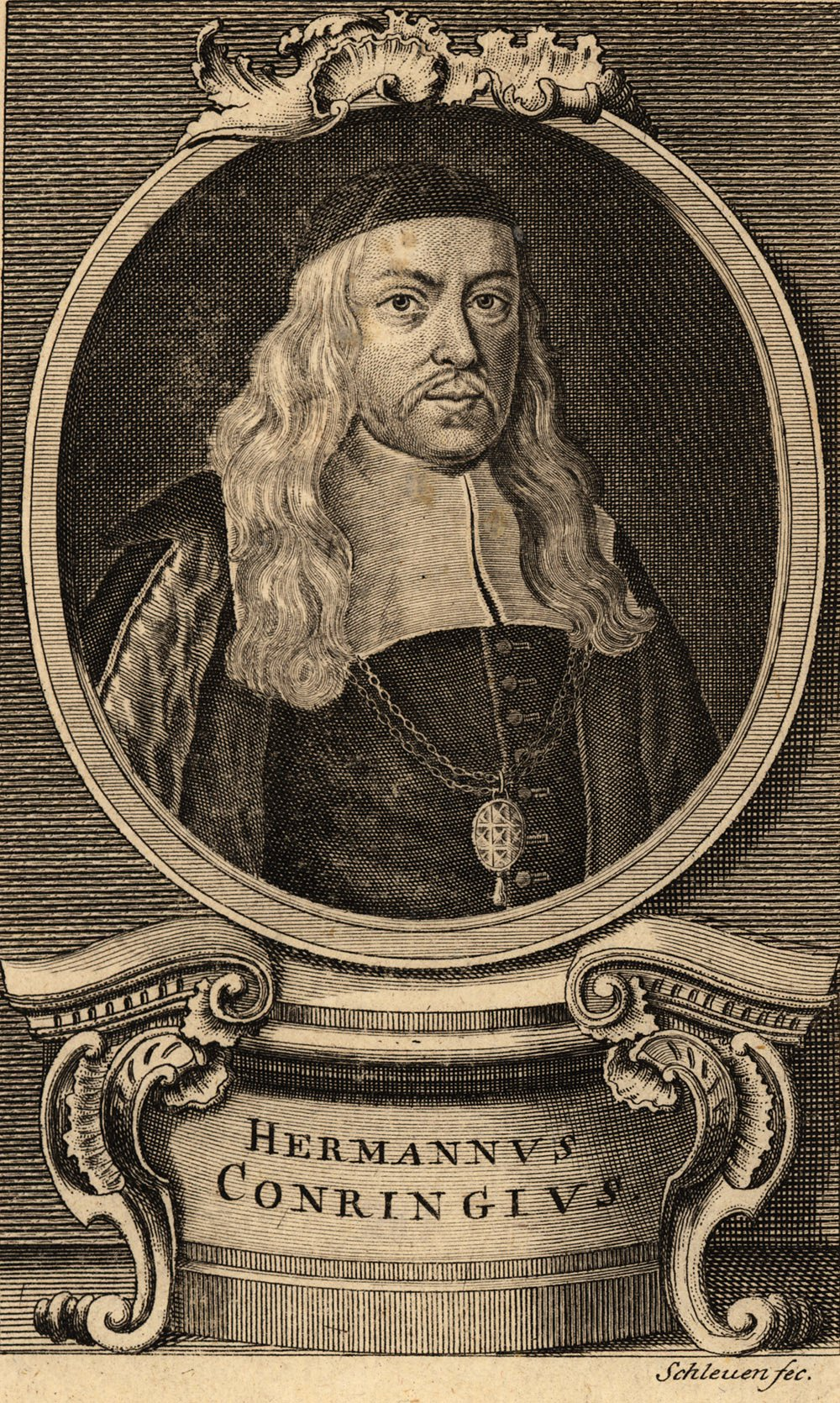
Hermann Conring

Hermann Conring (* 9. November 1606 in Norden, Ostfriesland; † 12. Dezember 1681 in Helmstedt), latinisiert Hermannus Conringius (Frisius), war ein deutscher Polyhistor und Reichspublizist sowie Mediziner und Leibarzt der Königin Christina von Schweden, dänischer Staatsrat und Leiter des bremen-verdischen Archivs in Stade.
Er gilt als Begründer der Wissenschaft der deutschen Rechtsgeschichte. Daneben forschte der Humanist Conring in den Bereichen Philosophie, Physik und Medizin. Zudem war er als Arzt tätig und betätigte sich politisch als Hofrat verschiedener europäischer Höfe.

## Leben

### Herkunft
Hermann Conring wurde als zweitjüngstes von zehn Kindern des lutherischen Pastors Hermann Conring und dessen Frau, der Pfarrerstochter Galathea Copin, geboren. Sein Vater hatte in Rostock und Wittenberg Theologie studiert und ab 1588 eine Pastorenstelle in Hinte inne, die er 1600 aufgeben musste. Er siedelte mit seiner Familie nach Norden über, wo er erneut als Pastor tätig war. Conrings Großvater väterlicherseits, Johannes, stammte aus Drenthe, von wo er gegen 1550 nach Norden kam. Von seinen neun Geschwistern starben bis auf den ältesten Bruder Johannes alle bei einer Pestepidemie im Jahr 1611. Sein Bruder, zu dem er zeitlebens eine enge Verbindung hatte, studierte ab 1611 an der Universität Helmstedt Theologie.

### Ausbildung
Seine erste schulische Bildung erhielt Conring in Form des Hausunterrichts durch seine Mutter in Latein. Zwischen 1613 und 1620 besuchte er dann die Lateinschule in Norden. Noch als Schüler verfasste er seine ersten Aufsätze zu Themen der Philosophie. Darunter war auch eine Satire mit dem Titel Somnium seu Satyra Menippaea, in der sich Conring mit dem Wirken der großen Philosophen wie etwa Vergil auseinandersetzte. Ebendieser Aufsatz gelangte über seinen Bruder Johannes in die Hände von Cornelis Martini, der zu dieser Zeit Philosophie an der Universität Helmstedt lehrte. Auf dessen Drängen wurde Conring am 25. Oktober 1620 an der Universität Helmstedt immatrikuliert. Während seines fünf Jahre dauernden Studiums in Helmstedt hörte er Vorlesungen, unter anderem zur Philosophie des Aristoteles, bei Martini, der aber schon 1621 starb, Georg Calixt und Konrad Hornejus. Ebenso geprägt wurde er von Rudolf Diephold, Christoph Heidmann und Nicolaus Granius (1569–1631).
1623 musste Conring auf Wunsch seiner Eltern wegen der Auswirkungen des Dreißigjährigen Kriegs nach Norden zurückkehren. Ein Jahr später kehrte er kurz wieder an die Universität zurück, machte sich wegen einer Pestepidemie aber 1625 bereits wieder auf den Rückweg in sein Elternhaus. Noch im selben Jahr reiste er auf Empfehlung Calixts und auf Einladung von Matthias van Overbeck nach Leiden, wo er bis 1631 an der dortigen Universität studierte. In dieser Zeit entwickelte er ein erstes Interesse an der Naturwissenschaft und Medizin. Er besuchte Vorlesungen in Medizin und Naturkunde sowie in Politik und Staatskunde. Zudem kam er unter den Einfluss von Hugo Grotius, der zwar während der Studienzeit Conrings in Paris lebte, mit dessen Lehren sich dieser aber eingehend auseinandersetzte. 1630 wurde er mit einer Arbeit mit dem Titel De origine formarum secundum Aristotelem zum Doktor promoviert.

### Professur für Naturphilosophie und Rhetorik
Kurz nachdem Conring sein Studium in Leiden abgeschlossen hatte, wandte sich Calixt an ihn und bot ihm eine gut bezahlte Stelle als Hauslehrer des Sohns von Arnold Engelbrecht, zu dieser Zeit Kanzler des Fürstentums Braunschweig-Wolfenbüttel, an. Nach kurzem Zögern nahm er die Stelle an und begab sich nach Braunschweig. Nachdem er den Sohn des Kanzlers, Christian Wilhelm Johann Engelbrecht, ein Jahr lang unterrichtet hatte, bewarb sich Conring mit Schreiben vom 17. März 1632 auf die Professur für Naturphilosophie und Rhetorik an der Universität Helmstedt. Schon am 27. April 1632 wurde ihm die Stelle, vor allem wegen des Zuspruchs seines Arbeitgebers und seiner engen Verbindung zur Universität, zugesagt.
Die von ihm entwickelten Ansätze im Bereich der Naturphilosophie lassen sich stets auf Aristoteles zurückführen. Auf diesen gestützt, setzte er sich in seinen Vorlesungen auch immer für den Polyhistorismus ein. Conring verfasste zudem ein Lehrbuch der Naturphilosophie, welches er nie vollendete, in dem er sich aber sowohl mit den physikalischen Grundbegriffen der Zeit, des Raumes und des Ortes, als auch mit der Astronomie auseinandersetzte.

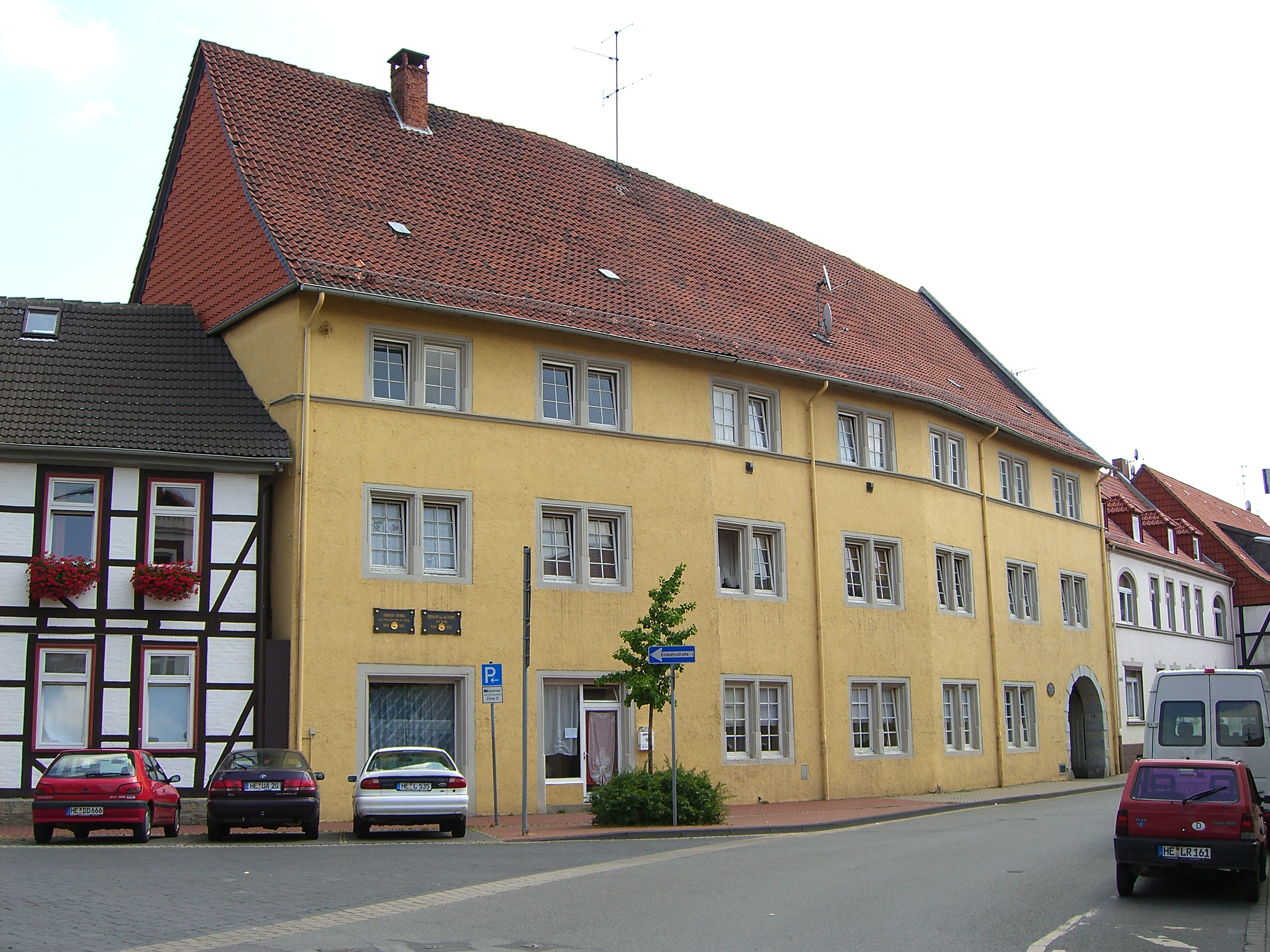
Wohnhaus Conrings in Helmstedt

### Professur für Medizin
Trotz seiner zweifachen Professur befand sich Conring, vor allem wegen der Auswirkungen des Krieges, in schweren Geldproblemen und wurde zudem in fachlicher Hinsicht von seinen Kollegen an der Universität nicht genügend geschätzt. Ab 1634 wandte er sich deshalb der Medizin zu, da hier besser Geld zu verdienen war, wurde am 29. Juli 1634 zum Lizentiat der Medizin promoviert und erwarb kurz darauf, mit einer Arbeit zum Skorbut, auch den Doktortitel. Ab diesem Zeitpunkt praktizierte er als Arzt. 1636 wurde an der Universität Helmstedt (der Academia Julia) eine Professur für Medizin frei, auf die Conring, der 1636 auch zum Doktor der Philosophie promoviert worden war, aber erst 1637 berufen wurde. Bis 1640 übte er sowohl das Amt des Professors für Naturphilosophie und Rhetorik als auch das des Professors für Medizin aus.
Während seiner Lehrtätigkeit im Bereich der Medizin gab er ein umfangreiches Lehrbuch mit dem Titel Introductio in universam artem mediciam singulasque eies partes („Einführung in die gesamte Medizin und ihre einzelnen Teile“). Auch hierin finden sich die schon von Aristoteles vertretenen Ansätze wieder. Ferner setzte sich Conring mit der Lehre William Harveys über den Blutkreislauf auseinander, die er als neu und revolutionär annahm, obgleich er engagierter Aristoteliker blieb. In seinen Vorlesungen zu den Grundlagen der Medizin legte er großen Wert auf praktische Versuche, wobei es oftmals äußerst schwierig war, für die Vorlesung in Anatomie geeignete Leichen zu beschaffen. Neben seiner Tätigkeit im Bereich der medizinischen Forschung und Praxis war Conring auch Leibarzt an verschiedenen europäischen Herrscherhäusern. So bestellte ihn 1649 Juliane Louise von Ostfriesland zu ihrem Leibarzt. Bei einer Reise nach Stockholm, die er 1650 mit Johan Adler Salvius unternahm, wurde ihm dieser Titel auch von Christina von Schweden verliehen.

### Professur für Politik
1650 gelang es Conring, verbunden mit einer erheblichen Erhöhung seiner Bezüge, als Nachfolger von Heinrich Julius Scheurl auf die Professur für Politik an der Universität Helmstedt bestellt zu werden. Dies erreichte er vor allem deshalb, weil ihm ein Angebot Christinas von Schweden vorlag, dauerhaft nach Schweden auszuwandern und am dortigen Hof tätig zu sein. Schon seit 1635 hielt Conring Vorlesungen und betreute Dissertationen auf dem Gebiet der Politikwissenschaft. Nun setzte er sich unter anderem mit den Lehren von Joachim Hopper und Niccolò Machiavelli auseinander und begann ein Werk der vergleichenden Staatenkunde zu verfassen, in dem er die historische Entwicklung verschiedener Staaten beleuchtete, das jedoch nie zum Abschluss kam.
In seiner politischen Philosophie wandte er sich von der Dominanz theologischer Vorstellungen in der Staatskunst ab, was insbesondere bedeutete, dass die Durchsetzung der eigenen Konfession nicht mehr als zentrale Aufgabe des Landesherren angesehen wurde. In seiner „Dissertatio de optima principo“ von 1652 postulierte er die neuartige Vorstellung, dass es aufgrund der jeweiligen Geschichte und Psychologie eines Volkes für unterschiedliche Staatswesen unterschiedlich geeignete Staats- und Regierungsformen geben könne. Diese Beschäftigung mit der Geschichte der Völker zog ein Nachdenken über die vorstaatliche Zeit eines Naturzustands nach sich, mit dem sich auch einflussreichere zeitgenössische Staatsphilosophen wie Thomas Hobbes und John Locke befassten.

Christina von Schweden, für die Conring als Leibarzt tätig war

### Politische Aktivitäten
Neben der theoretischen Auseinandersetzung mit den politischen Gegebenheiten im deutschen Reich war Conring auch auf praktischer Ebene politisch aktiv. Am Hof von Juliane von Ostfriesland und Christina von Schweden wurde, neben seinem Titel als Leibarzt, jeweils auch zum Hofrat ernannt. Zudem beriet er Friedrich III. von Dänemark und August den Jüngeren. Eine seiner wichtigsten politischen Verbindungen pflegte er zu Ludwig XIV., für den er mehrfach Rechtsgutachten anfertigte und der ihm ab 1664 eine Rente bezahlte.

### Familie
Conring heiratete am 21. April 1636 in Helmstedt Anna Maria Stucke (1617–1694), eine Tochter des braunschweigischen Kanzlers Johann Stucke. Das Paar hatte mehrere Kinder, darunter:
- Hermann Johann (1644–1695), Dr. jur., Hofgerichtsassessor in Wolfenbüttel, Kanonikus, Erbe der Güter Groß Twülpstedt und Groß Sisbeck
- Anna Maria ⚭ Johann Saubertus († 1688), Professor der Theologie in Helmstedt und Altdorf
- Maria Sophie ⚭ Günther Christoph Schelhammer († 1716), Professor der Medizin in Helmstedt und Kiel
- Johanne Juliane ⚭ Justus Bötticher, Dr. jur., braunschweigischer Geheimer Rat und Gesandter
- Catharina Galatea (1639–1679) ⚭ Anton Pauli, ostfriesischer Regierungsrat und Amtsverwalter in Norden

## Rezeption und Nachwirkung

### Conring als Begründer der deutschen Rechtsgeschichte
Conring gilt als Vater der deutschen Rechtsgeschichte. Sein Interesse an den politischen Verhältnissen im Heiligen Römischen Reich wurde bereits während seines Studiums in Leiden geweckt und aus dieser Richtung näherte er sich auch der Erforschung der Entwicklung des deutschen Rechts an. Unter dem Einfluss von Jakob Lampadius, den Conring während seiner Tätigkeit bei Engelbrecht kennen lernte, befasste er sich ab 1632 mit dem Verfassungsrecht des Reichs. Dieses Interesse fand bereits 1634/35 Eingang in seine Vorlesungen.
Conring war ein juristischer Pragmatiker. Darauf weist der Wissenschaftsbetrieb des usus modernus pandectarum hin, als dessen exponierter Vertreter er gilt. Er war der Auffassung, dass die vorherrschende „theoretische Rezeption“ römischen Rechts – Wirksamkeit war diesem kraft translatio imperii, später etwas abgeschwächt durch die Lotharische Legende zugeschrieben worden – überwunden werden müsse. Das Hauptwerk Conrings mit dem Titel De origine iuris Germanici (Vom Ursprung des deutschen Rechtes, editio prima: 1643) beschäftigt sich gerade mit Fragen zur Legitimierung römischen Rechts, stilistisch ist es im Modus der zeitgenössischen Barockhistorie gehalten. Danach stach ein Argument oder aber ein Gegenargument, das auf Widerlegung beruhte. In dieser Weise widerlegte Conring unter anderem die Lotharische Legende, denn danach gab es keinen Gesetzgebungsakt des Kaisers Lothar III. von Supplinburg, durch den römisches Recht zum Reichsrecht erhoben worden sei. Methodisch setzte sich Conring in seinem Werk nicht ausschließlich mit der Geschichte von im Deutschen Reich geltenden Gesetzen auseinander. Er bezog vielmehr auch die sie erlassenden Institutionen in seine Überlegungen mit ein und fragte sich letztlich, vor welchem Hintergrund die Gesetze eine bestimmte Wirkung hatten.
Das Buch erschien zwischen 1643 und 1665 in drei Auflagen und ist in den ersten beiden Ausgaben in 34, in der dritten Auflage in 35 Kapitel unterteilt, welche die Entwicklung des deutschen Rechts von der Zeit der Germanen über die fränkische bis hin zur nachfränkischen Zeit darstellen. Die zeitgenössische Reaktion auf die Veröffentlichung des Buchs war äußerst negativ. So warf ihm etwa Johannes Gryphiander, ein Jurist und Schriftsteller aus Oldenburg, Plagiarismus vor.

### Hinterlassenschaften

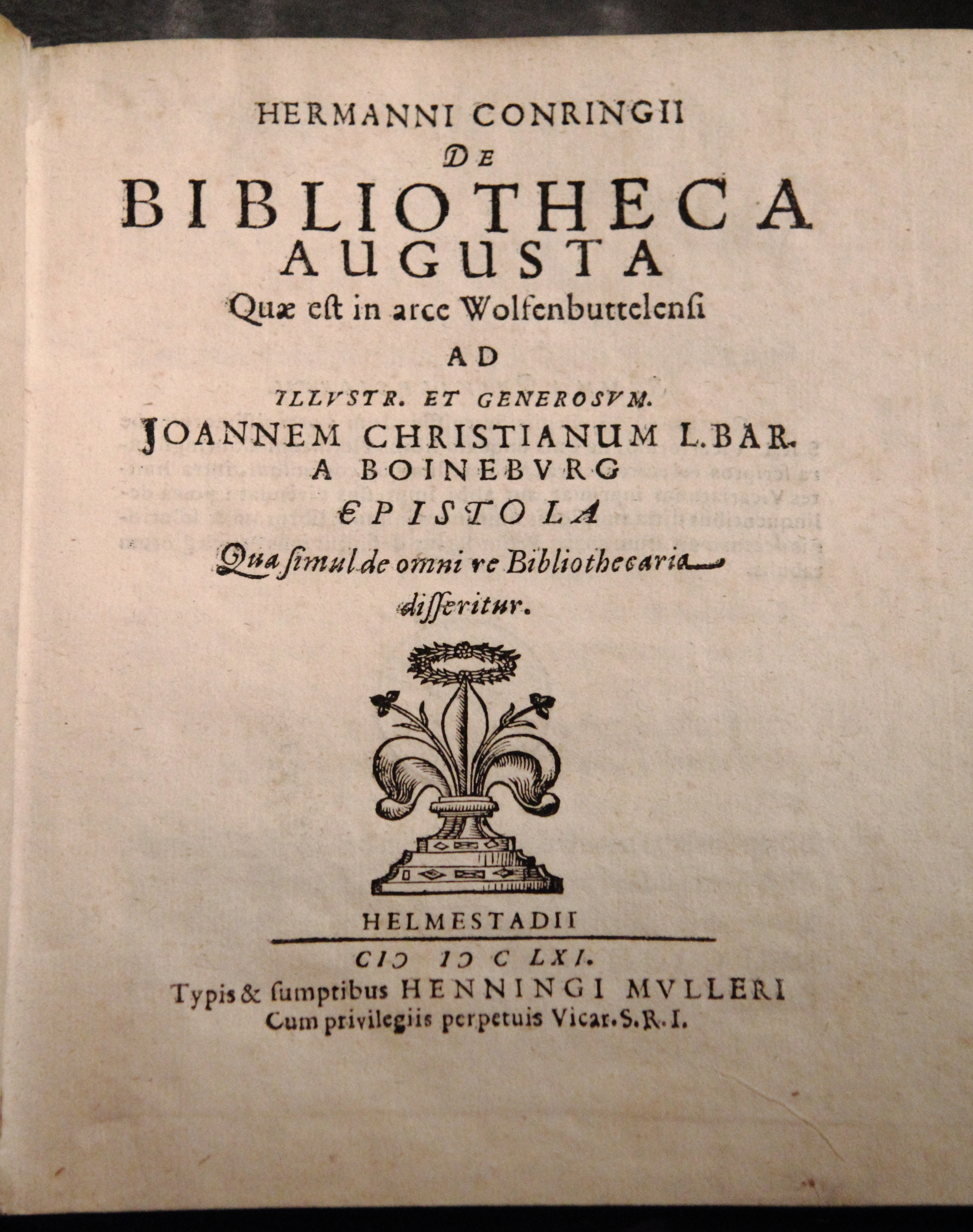
Titelseite des Buches über die Herzog August Bibliothek in Wolfenbüttel

Bei seinem Tod war Conring der letzte deutsche Universalgelehrte. Er gilt heute als Begründer der Wissenschaft der Rechtsgeschichte. Durch Gutachten und Ratschläge förderte er die berühmte Wolfenbütteler Bibliothek, die heutige Herzog August Bibliothek. Zu seinen Ehren trägt der orientalische Ackerkohl den wissenschaftlichen Namen Conringia orientalis. Die lateinische Inschrift auf seinem Grabstein, der auf einem Gut in Groß Twülpstedt steht (sein Sarg ist in der Gruft der dortigen Kirche St. Maria St. Cyriakus), lautet übersetzt: „In diesem Hügel ist beschlossen der Berater von Königen und Fürsten, Doktor des öffentlichen Völkerrechts, Kenner der gesamten Philosophie, der praktischen und theoretischen, ein ausgezeichneter Philologe, Redner, Dichter, Historiker, Arzt, Theologe. Du glaubst viele seien hier beigesetzt? Einer ist es: Hermann Conring, das Wunder des Jahrhunderts.“

## Schriften (Auswahl)
- Hermanni Conringii Introductio In Naturalem Philosophiam Et Naturalium Institutionum Liber I., Quibus praecipue vera ac Aristotelica, cum philosophandi ratio, tum doctrina de Ortu rerum ex materia, illustratur. Muller, Helmstedt 1638. (Digitalisat)
- De origine iuris Germanici. Helmstedt 1643.
- De sanguinis generatione et motu naturali. Opus novum. Rixner, Helmstedt 1643. [mit Vorwort vom Dezember 1642]; Neudruck Leiden 1646.
- De finibus Imperii Germanici libri duo, quibus jura Finium a primo Imperii exordio ad haec nostra usque tempora propugnantur. Muller, Helmstedt 1654. (Digitalisat)
- Introductio In Universam Artem Medicam Singulasque Eius Partes,	Ex Publicis Eius Praecipue Lectionibus Olim Concinnata Nunc Vero Additamentis Necessariis Aucta Continuata Ad Nostra Tempora Praecipuorum Scriptorum Serie. Accesserunt Johannis Rhodii, Aliorumque In Arte Principum Virorum Consimilis Argumenti Commentationes. Krug, Halle/Leipzig 1726. (Digitalisat)
- Opera. 7 Bände. Scientia Verl., Aalen 1970–1973.

## Textausgaben und Übersetzungen
- Die Bibliotheca Augusta zu Wolfenbüttel. Zugleich über Bibliotheken überhaupt. Übersetzt von Peter Mortzfeld. ISBN 978-3-89244-895-2
- Der Ursprung des deutschen Rechts. Hrsg. von Michael Stolleis, übersetzt von Ilse Hoffmann-Meckenstock. Insel, Frankfurt am Main 1994.